# Gi Fernandes
Giovanna Fernandes (Rio de Janeiro, 22 de janeiro de 2005), mais conhecida como Gi Fernandes, é uma atriz, cantora e dançarina brasileira, conhecida por ter interpretado Lorraine na série de televisão Os Outros, e Sandra na segunda temporada da série de televisão Justiça.

## Carreira
Gi começou fazendo aulas de teatro no projeto "No Palco da Vida" (Criado pelo ator Wal Schneider), ainda na infância, quando teve que escolher entre a atuação ou a dança, pois a família não tinha condições de pagar mais formações. Apesar disso, Gi conseguiu tornar-se cantora, dançarina e passista da escola de samba Mangueira. Ela chegou a participar aos 11 anos do concurso Passistas do Amanhã, do extinto programa Domingão do Faustão, da TV Globo.
Em 2023, Gi fez sua estreia na televisão interpretando a adolescente solitária Lorraine em Os Outros, do serviço de streaming Globoplay, atuando ao lado de nomes como Adriana Esteves, Thomás Aquino, Maeve Jinkings, Milhem Cortaz, Eduardo Sterblitch e Kênia Bárbara. Com a boa repercussão da personagem, Gi foi convidada para fazer teste para a segunda temporada da série Justiça, onde interpretou Sandra, uma jovem que vira moradora de rua após sua mãe, Geiza (Belize Pombal), ser presa por homicídio. Para se dedicar ao papel, Gi teve que desistir da final do grupo global Now United, após encarar uma seletiva com mais de 800 participantes para escolher a nova integrante brasileira.

## Filmografia

### Televisão
| Ano           | Título        | Personagem                  | Notas         |
| ------------- | ------------- | --------------------------- | ------------- |
| 2023-presente | Os Outros     | Lorraine Nogueira           | [ 9 ] [ 10 ]  |
| 2024          | Justiça 2     | Sandra Lima                 | [ 11 ] [ 12 ] |
| 2024-25       | Mania de Você | Evelyn dos Anjos Cavalcanti | [ 13 ] [ 14 ] |

### Cinema
| Ano  | Título         | Personagem | Notas  |
| ---- | -------------- | ---------- | ------ |
| 2024 | Kasa Branca    | Talita     | [ 15 ] |
| 2025 | Vítimas do Dia | Jaqueline  | [ 16 ] |